# Miguel Rovisco
Nuno Miguel Rovisco Garcia Pedroso (Lisboa, 9 de Dezembro de 1959 - Lisboa, 3 de Outubro de 1987) foi um dramaturgo português do século XX.

## Biografia
Nascido no seio de uma família de classe média-alta. O divórcio dos pais desagradou-lhe e a partir da adolescência tornou-se excêntrico, neurótico, com uma manifesta obsessão pelo suicídio. Viveu sempre com a mãe numa casa do bairro das Amoreiras, em Lisboa. Estudou nos liceus Charles Lepierre, Manuel da Maia e Pedro Nunes, em Lisboa.
Na Universidade experimentou frequentar Filosofia e Direito, mas desistiu passadas algumas semanas. «Foi trabalhar para a Câmara [Municipal de Lisboa], a atender pessoas e a receber projetos porque “queria o trabalho mais estúpido possível”».
Em 1986, recebeu o Prémio Garrett, da Secretaria de Estado da Cultura, com Trilogia Portuguesa, apresentando-se na cerimónia de atribuição vestido de preto, descalço e com uma corda ao pescoço, para choque de todos os presentes. Recebeu o galardão e fez um discurso, mas rejeitou os 300 contos (1.500 euros) do prémio. Postumamente, recebeu mais dois Prémios Garrett, um para a Melhor Peça para a Infância e Juventude, com A História de Tobias e outro para Melhor Peça Inédita, com Retrato de Uma Família Portuguesa.
A RTP gravou em 1987 a série Cobardias, dirigida por Herlander Peyroteo, com base num guião da sua autoria, uma produção que muito lhe desagradou. Em 1991 foi transmitido pela RTP a peça Retrato de uma Família Portuguesa dirigida por Artur Ramos.
A 3 de Outubro de 1987, a pouco mais de dois meses de completar 28 anos, suicidou-se, atirando-se para debaixo de um comboio, na estação de Belém, Lisboa. Deixou inéditas mais de vinte peças de teatro (escritas desde 1984) e centenas de poemas.

## A obra

### Dramaturgia publicada
- Trilogia Portuguesa ("O Bicho", "O Tempo Feminino" e "A Infância de Leonor de Tábua").
- Trilogia dos Heróis.
- Retrato de uma Família Portuguesa.
- Histórias de Tobias.
- Cobardias (1987) – roteiro de série televisiva em 13 episódios. Crónica de uma família portuguesa dos anos 50 até ao início da década de 80.

### Dramaturgia inédita
- Eurico, O Presbítero (1984) – baseado no texto de Alexandre Herculano.
- Quatro Entremezes e Dois Dramas Breves (1984).
- A Lua Desconhecida (1985) – baseado em A Queda  dum  Anjo de Camilo Castelo Branco.
- O Arco de Sant’Ana  (1986) – baseada no texto de Almeida Garrett.
- Mulheres Infelizes (1986) – tragédia passada alguns anos depois  –  não muitos - de 1974.
- Uma Comédia de Quinhentos (1986) - baseado em Os  Vilhalpandos de  Sá de Miranda.
- Os Velhos e Mefistófeles (1986) - glosa a Os  Velhos de Dom João  da Câmara.
- O Ano de 1641 (1987) – drama em três atos.
- Casamento e Morte (1987) – melodrama em seis pequenos atos, baseado em O Senhor Deputado de Júlio Lourenço Pinto.
- A Felicidade do Jovem Luciano (1987) – uma parábola de Portugal "neste século de ressaca nacional e escombros domésticos”.
- Esta Coisa da Vida (1986).
- Um Antidrama: Os Patriotas (1987).

### Poesia inédita
- As palavras Divertidas (1987).
- Histórias da Crueldade Sorridente e Outras (1986).
- Vinte e Cinco Poemas de Amizade (Mais Cinco Tardios), (1986).
- Vinte e Cinco Poemas de Amor (1986).
- Quaresma  (1984).
- História de Santa Iria (1986).
- Poemas do Trivial  (1986).
- Alguns Encantadores (Primeira Parte) (1986).
- Alguns Encantadores (Segunda Parte) (1987).
- Poemas Soltos (1984/85/86/87).
- Poemas de Prazer Masculino (1986/87).
- Carlos Maria (1987).
- Seis Retratos (1987).
- Nuno Miguel (1987).

## Prémios
- Prémio Garrett (1986) - Trilogia Portuguesa
- Prémio Garrett - Melhor Peça Inédita (1987) - Retrato de uma Família Portuguesa
- Prémio Garrett - Melhor Peça para a Infância e Juventude (1987) - Histórias de Tobias
- O Teatro da Trindade INATEL cria, em 2019, um prémio com o seu nome "Prémio Miguel Rovisco — Novos Textos Teatrais" que visa promover a escrita, para teatro, de textos originais em língua portuguesa.[4]

### Monografias
- JESUS, Virgínia Maria Antunes de (2002), Miguel Rovisco: Biobibliografia, Dissertação de Mestrado em Literatura Portuguesa, São Paulo, Universidade de São Paulo. Policopiado.
- JESUS, Virgínia Maria Antunes de (2008), Miguel Rovisco: O Teatro da História, Tese de Doutoramento em Literatura Portuguesa; São Paulo, Universidade de São Paulo, Policopiado.
- VIEGAS, Mário (2003), Auto-photo biografia (não autorizada), prefácio António d'Orey Capucho, Ana Clara Justino, Cascais, Câmara Municipal, 2003.

### Imprensa
- ALVIM, João de Melo, "O Anjo e a lua", Diário de Notícias, 14/3/90.
- BARBOSA, Maria Manuel P., "Miguel Rovisco: Um olhar sobre a ressaca nacional", Semanário, 8/2/88.
- CASTELA, Miranda, "Pombal segundo Rovisco", Diário Popular, 10/3/87.
- CASTELA, Miranda, "De corda ao pescoço nos Prémios Garrett", Diário Popular, 10/3/87.
- CARNEIRO, Eduardo Guerra, "Miguel Rovisco: A Morte na Alma", Diário Popular, 7/10/87.
- "COBARDIAS: AS PALAVRAS NÃO PERDIDAS", Diário de Lisboa, 18/2/88.
- MENDES, Anabela, "Um anjo, uma lua, uma flor", Jornal das Letras, 27/2/1991.
- MIDÕES, Fernando, "Camilo e Rovisco de mãos dadas", Diário da Noite, 6/3/91.
- "MIGUEL ROVISCO DEIXA TUDO PREPARADO ANTES DE PÔR TERMO À VIDA", A Capital, 8/10/87.
- "MIGUEL ROVISCO MORRE AOS 27 ANOS", A Capital, 7/10/87.
- "MIGUEL ROVISCO: NEM DEPOIS DE MORTO SE LIVRAM DELE", Se7e, 8/18/87.
- "MIGUEL ROVISCO NO TEATRO NACIONAL", Diário de Lisboa, 9/2/88.
- "MIGUEL ROVISCO, 26 ANOS, DRAMATURGO", Jornal das Letras, (s/d)
- PORTO, Carlos, "Na Hora dos Portugueses", Jornal das Letras, (s/d).
- "PRÉMIO GARRETT DE TEATRO", O Primeiro de Janeiro, 21/5/88.
- "PRÉMIO GARRETT/87 DE CRIAÇÃO PARA RETRATO DE UMA FAMÍLIA PORTUGUESA", O Diário, 8/12/88.
- "PRÉMIO NACIONAL DE TEATRO SUICIDA-SE AOS 27 ANOS", Diário de Notícias, 8/10/87.
- "12 Dias de Fitei", Jornal das Letras, 31/05/2000.
- "Retrato Tremido", Jornal das Letras, 14/5/91.
- RIBEIRO, Ana Maria, O Triunfo do bom gosto, (Não Impresso).
- "ROVISCO REFORÇA SÁTIRA DE CAMILO", A Capital, 8/3/91.
- SERÓDIO, Maria Helena, "Um Anjo ao Luar", Jornal de Letras, 8/3/91.
- SILVA, João Matos, Miguel Rovisco, curta vida, vasta obra, (Não Impresso).
- "TRILOGIA COMPLETA", Diário de Lisboa, 12/3/88.